# فيلقية دروزانسكية
فيلقية دروزانسكية (الاسم العلمي: Legionella drozanskii) هي نوع من البكتيريا يتبع جنس الفيلقية من الفصيلة الفيالقية.
تم عزل هذه البكتيريا لأول مرة من أبار ماء في منطقة ليدز في إنكلترا.